# ألبرت بلاكني
ألبرت بلاكني هو سياسي أمريكي، ولد في 28 سبتمبر 1850 في Ruxton-Riderwood, Maryland ‏ في الولايات المتحدة، وتوفي في 15 أكتوبر 1924 في بالتيمور في الولايات المتحدة. نشط حزبياً في الحزب الجمهوري. وقد انتخب عضو مجلس النواب الأمريكي ‏.